# پایگاه هوایی فورستنفلدبروک
پایگاه هوایی فورستنفلدبروک (به انگلیسی: Fürstenfeldbruck Air Base) (به زبان بومی: Flugplatz Fürstenfeldbruck) یک فرودگاه نظامی با کد یاتا FEL است که یک باند فرود آسفالت دارد و طول باند آن ۲۷۴۴ متر است. این فرودگاه در کشور آلمان قرار دارد و در ارتفاع ۵۱۹ متری از سطح دریا واقع شده‌است.